# Нећелијски организам
Нећелијски или ацелуларни организам (од лат. a — без и лат. cellula — ћелија) јесте појам који се односи на облик живота без ћелијске форме. Већина научника вирусе сврстава у ову категорију, јер вируси губе функцију када се нађу ван живог организма (погледај дефинцију живота. Вируси се често састоје само из нуклеинске киселине (или ДНК или РНК) и протеинског омотача (капсида). Већина аутора нећелијске организме не разматра у оквиру класификационих система живог света. Поједини аутори у класификационим системима разматрају само вирусе, а у новије време је објављен класификациони систем који класификује и прионе. Према овом последњем схватању, вируси и њима слични организми сврстани су у домен Virusobiota, док су приони груписани у домен Prionobiota.